# A Flower Bookmark
Gravadora: LOEN Entertainment
]]
A Flower Bookmark é o sexto EP da cantora sul-coreana IU. Foi lançado em 16 de maio de 2014 pela LOEN Entertainment.

## Informação
Em 15 de maio de 2014, foi lançado o videoclipe para "My Old Story" no YouTube. O álbum começou a ser vendido no dia seguinte, que era o aniversário de IU. Depois do lançamento do álbum, a faixa "My Old Story" apareceu em diversas paradas musicais.

## Faixas
| N.º | Título                                                      | Letra | Música      | Duração |
| 1   | My Old Story (나의 옛날이야기)                              |       | IU (아이유) | 03:33   |
| 2   | Flower (꽃)                                                 |       |             | 02:29   |
| 3   | A Pierrot Smiles At Us (삐에로는 우릴 보고 웃지)            |       |             | 03:53   |
| 4   | When Love Passes (사랑이 지나가면)                          |       |             | 04:01   |
| 5   | The Meaning of You (너의 의미) Feat. Kim Chang-Wan (김창완) |       |             | 03:15   |
| 6   | Midsummer Night’s Dream (여름밤의 꿈)                       |       |             | 03:56   |
| 7   | Kung Ddari Sha Bah Rah (꿍따리 샤바라) Feat. Clon (클론)    |       |             | 03:28   |